# Distretto di Namysłów
Il distretto di Namysłów (in polacco powiat namysłowski) è un distretto polacco appartenente al voivodato di Opole, creato il 1º gennaio 1999 come risultato della riorganizzazione amministrativa stabilita da una normativa nel 1998.

## Geografia antropica

### Suddivisioni amministrative
Il distretto comprende 5 comuni.
- Comuni urbano-rurali: Namysłów
- Comuni rurali: Domaszowice, Pokój, Świerczów, Wilków